# Reid Duke
Reid Duke, född 28 januari 1996 i Calgary, Alberta, är en kanadensisk professionell ishockeyspelare som spelar för Chicago Wolves i AHL. Han tillhör Vegas Golden Knights organisation i NHL.
I mars 2017 blev han den första värvade spelaren av Vegas Golden Knights i NHL.